# Zuhair Mahmood
Zuhair Mahmood (geb. 1. Juli 1952 in Mossul, Irak) ist ein irakisch-französischer Nuklearwissenschaftler und eine Persönlichkeit des Islams in Frankreich und in Europa. 
Er wuchs im Irak auf schulte sich in Nuklearwissenschaften. In den 1980er Jahren schickte ihn Saddam Hussein im Rahmen eines Kooperationsabkommens zwischen Frankreich und dem Irak nach Frankreich.
In Frankreich lernte er Ahmed Mahmoud (geb. 1947 in Ägypten) und Mohamed Khaldoun Bacha (geb. 1955 in Syrien) kennen und die drei gründeten 1983 die Union des Organisations Islamiques de France (Abk. UOIF; dt. „Union islamischer Organisationen in Frankreich“; engl. Union of Islamic Organisations of France).
Er war Imam der Freitagsmoschee von Nevers (2002).
1992 gründete Zuhair Mahmood  das Institut Européen des Sciences Humaines (Abk. IESH; dt. „Europäisches Institut für Geisteswissenschaften“), ein Ausbildungsinstitut für die arabische Sprache und Wissenschaften des Islams, von Château-Chinon, ein Ausbildungszentrum für Imame für Europa, und leitet seitdem diese Einrichtung. Er lehrt auch über "Sira" (Prophetische Tradition) und muslimische Reformbewegungen.
Zuhair ist auch der Vorsitzende des Comité de bienfaisance et de secours aux Palestiniens (Abk. CPSP; dt. „Wohltätigkeitsausschuss für die Palästinenser“).
Er war einer der Unterzeichner der Botschaft aus Amman (Amman Message).

## Publikationen (Auswahl)
- Etude, réalisation et essais d'un ensemble réactimètre simulateur à grande dynamique. Strasbourg : Mahmood Z, 1983. (Thèse doct.-ing.: Sciences: Strasbourg 1: 1983 ; 459)[5]
- Le Moine, l'Imam et le Rabbin : conversations co-écrit par Benoit M. Billot, Zuhair Mahmood, Michel Serfaty, 2002, ed. Calmann-Lévy